# Alagón (fiume)
L'Alagón è un fiume della Spagna, il più lungo tra gli affluenti del Tago nel suo bacino spagnolo. Nasce a Frades de la Sierra, in provincia di Salamanca e scorre nelle provincie di Salamanca e Cáceres, confluendo da destra nel Tago all'altezza di Alcántara. I principali affluenti sono il Francia, il Sangusín, il Cuerpo de Hombre, il La Palla, il Río de los Ángeles, l'Ambroz, lo Jerte e l'Árrago. I principali centri attraversati sono Coria, Garcibuey, Ceclavín e Montehermoso.
Le acque dell'Alagón sono ritenute in tre laghi, tutti situati nella provincia di Cáceres:
- Lago di Gabriel y Galán, quello di maggiore capacità, costruito al fine di accumulare acqua e regolare la portata del fiume, oltre che per generare energia idroelettrica (110 MW).
- Lago del Pontón, presso Guijo de Granadilla, per la generazione di energia elettrica (52 MW).
- Lago di Valdeobispo, da cui parte l'estesa rete di canali di irrigazione e con cui si genera anche elettricità.